# Aldobrando
Aldobrando  è un nome proprio di persona italiano maschile.

## Varianti
- Maschili: Aldebrando[2], Aldeprando, Aldibrando, Aldiprando, Aldoprando, Altobrando[2], Aldrovando[1], Aliprando
  - Alterati: Aldobrandino, Aldrovandino[1]
- Ipocoristici: Brando[2], Bandino[1][2], Aldo
- Femminili: Aldobranda[2][3]

## Origine e diffusione
Si tratta di un nome documentato in Nord Italia e Toscana dall'VIII secolo nelle forme Alteprand e Alprand; l'originale era il nome germanico Aldebrand o Alteprand, composto dalle radici ald ("vecchio", "esperto") e brant ("spada" ma anche "fuoco", "incendio") e interpretabile come "esperto nell'uso della spada" (alcune fonti ipotizzano anche una connessione del primo elemento al termine athal, "nobile"). In Toscana, utilizzi successivi potrebbero anche rappresentare delle variazioni di Ildebrando, con un passaggio fonetico da ild- ad ald- comune nella regione.
La diffusione di questo nome può essere stata aiutata, almeno a livello locale, dal culto dei santi e dei beati così chiamati; è attestato maggiormente in Italia centrale, specie in Toscana.

## Onomastico
L'onomastico può essere festeggiato il 22 agosto in memoria di sant'Aldobrando o Ildebrando, vescovo di Bagnoregio. Con questo nome si ricorda anche il beato Aldebrando, vescovo di Fossombrone, commemorato il 1º maggio.

## Persone
- Aldobrando Medici Tornaquinci, politico italiano

### Variante Aldobrandino
- Aldobrandino da Polenta, signore di Ravenna
- Aldobrandino da Siena, medico italiano
- Aldobrandino Cavalcanti, vescovo cattolico italiano
- Aldobrandino d'Este, vescovo cattolico italiano
- Aldobrandino I d'Este, marchese di Ferrara
- Aldobrandino II d'Este, marchese di Ferrara
- Aldobrandino III d'Este, marchese di Ferrara e Modena
- Aldobrandino Malvezzi, accademico, giornalista e orientalista italiano
- Aldobrandino Ottoboni, politico italiano

### Altre varianti
- Aldebrando di Fossombrone, vescovo cattolico italiano